# Gorgone gemina
Gorgone gemina là một loài bướm đêm trong họ Noctuidae.